# Ferenc Molnár
Ferenc Molnár (Budapeste, 12 de janeiro de 1878 — Nova Iorque, 1 de abril de 1952) foi um escritor húngaro. Emigrou para os Estados Unidos para escapar da perseguição dos nazistas aos judeus húngaros. É autor do conhecido livro Os Meninos da Rua Paulo, de 1906.
Nasceu Ferenc Neumann numa família judia de classe média. Conforme as leis do Império Austro-Húngaro, que pretendiam aclimatar a população judaica na sociedade, teve seu sobrenome traduzido para o magiar, o idioma húngaro. Assim, Neumann transformou-se em Molnár, "moleiro". Aos vinte anos já publicava contos e romances, e teve diversas peças de teatro encenadas em toda a Europa. Entre suas principais obras estão a peça Lilion (1909), adaptada para o cinema por Fritz Lang em 1933, e Os Meninos da Rua Paulo, levado às telas três vezes: em 1929, num filme mudo de Béla Balogh; em 1969, como Essa rua é nossa, de Zóltan Fábri; e em 2003, num filme para a TV italiana de Maurizio Zaccaro. A ascensão do nazismo obrigou Molnár a se exilar nos Estados Unidos, em 1939. Morreu em Nova York, em 1952, sem ter voltado à Europa.
Escreveu a peça de teatro Egy, kettö, három que foi adaptada para o cinema em 1961 por Billy Wilder (One, Two, Three).
Seu livro mais conhecido é "Os Meninos Da Rua Paulo"